# Március 16.
Március 16. az év 75. (szökőévben 76.) napja a Gergely-naptár szerint. Az évből még 290 nap van hátra.
Névnapok: Henrietta + Ábris, Bálint, Cirják, Cirjék, Eszmeralda, Euzébia, Geréb, Gereben, Hamlet, Harriet, Helmut, Hendrik, Henriett, Henrik, Herbert, Hilár, Hilárion, Hiláriusz, Jetta, Jetti, Nóna, Nónusz, Őzike, Valentin, Vidor, Zádor

## Események

### Politikai események
- 1841 – Mexikótól elszakadó politikai erők kikiáltják a Yucatáni Köztársaságot, amely 1848-ig áll fenn.
- 1935 – Németországban bevezetik a sorkatonai szolgálatot, Hitler felmondja a versailles-i békeszerződés katonai cikkelyeit.
- 1955 – Eisenhower bejelenti, hogy háború esetén atomfegyvert alkalmaznak.
- 1968 – Vietnámi háború: a Mỹ Lai-i mészárlásban 350-500 vietnámi parasztot – férfiakat, nőket és gyerekeket – ölnek meg amerikai katonák.
- 1977 – Indira Gandhi súlyos veresége az indiai választásokon.
- 1978 – A Vörös Brigádok terrorszervezet elrabolta Aldo Moro olasz politikust, akit később ki is végeztek.
- 1994 – Moldova csatlakozik a PfP-hoz.
- 2002 – Két ismeretlen fegyveres agyonlövi  a kolumbiai Cali városának érsekét, Isaías Duarte Cancinót; az egyházi vezető kórházba szállítás közben belehal sérüléseibe.
- 2014 – A Krími Köztársaság (március 11-én kiáltotta ki függetlenségét Ukrajnától, a Krími Autonóm Köztársaság területével megegyezik) és Szevasztopol sikeres népszavazást tart az Ukrajnától való leszakadásról.

### Tudományos és gazdasági események
- 1926 – Robert Goddard elindítja az első működőképes folyékony hajtóanyagú rakétát.
- 1962 – Pályára áll a szovjet Kozmosz–sorozat (szovjet űreszköz) első példánya; a sorozatban 2010 szeptemberéig 2400-nál több indítás történt.

### Kulturális események

#### Irodalmi, színházi és filmes események
- 1831 - Megjelenik Victor Hugo regénye, A párizsi Notre-Dame.
- 1850 – Megjelenik Nathaniel Hawthorne regénye, A skarlát betű.
- 1967 – Michelangelo Antonioni Nagyítás (Blow-Up) című filmjének nagy-britanniai (londoni) bemutatója.

### Sportesemények
- 1911 – Megalakult a Vas- és Fémmunkások Sport Clubja.

Formula–1
- 2008 –  ausztrál nagydíj, Melbourne - Győztes: Lewis Hamilton  (McLaren Mercedes)
- 2014 –  ausztrál nagydíj, Melbourne - Győztes: Nico Rosberg  (Mercedes)

### Egyéb események
- 1972 – Megkezdik a bontását a St. Louisban található Pruitt–Igoe lakótelepnek.
- 1988 – A halabdzsai mészárlás Irakban, a kurdok ellen.

## Születések
- 1717 – Weiss Ferenc jezsuita matematikus és csillagász († 1785)
- 1751 – James Madison az Amerikai Egyesült Államok 4. elnöke, hivatalban 1809–1817-ig († 1836)
- 1789 – Georg Simon Ohm német fizikus, az Ohm törvénye leírója († 1854)
- 1821 – Eduard Heine német matematikus, nevéhez fűződik a Heine-Borel-tétel és a Heine-tétel († 1881)
- 1835 – Valentin Magnan francia pszichiáter († 1916)
- 1856 – Napóleon Lajos francia császári herceg, III. Napóleon császár fia († 1879)
- 1886 – Nyilas Ferenc magyar főjegyző, országgyűlési képviselő († 1968)
- 1887 – Sebestény Gyula Kossuth-díjas tüdősebész († 1954)
- 1910 – Gerevich Aladár hétszeres olimpiai bajnok magyar vívó († 1991)
- 1911 – Josef Mengele német orvos († 1979)
- 1912 – Pat Nixon, az Amerikai Egyesült Államok first ladyje (1969–1974) és second ladyje (1953–1961) († 1993)
- 1918 – Frederick Reines Nobel-díjas német fizikus († 1998)
- 1919 – Archie Bryde brit autóversenyző († 2008)
- 1927 – Vlagyimir Komarov berepülőpilóta, űrhajós, mérnök, az űrhajózás első kozmikus áldozata († 1967)
- 1935 – Peter de Klerk dél-afrikai autóversenyző († 2015)
- 1936 – Molnár Miklós magyar színész
- 1937 – Nyomárkay István magyar nyelvész, szlavista, filológus, egyetemi tanár, a Magyar Tudományos Akadémia rendes tagja († 2020)
- 1941 – Bernardo Bertolucci olasz filmrendező, író († 2018)
- 1941 – Katona Gyula magyar matematikus, az MTA tagja
- 1942 – Gijs van Lennep holland autóversenyző
- 1943 – Hans Heyer német autóversenyző
- 1946 – Császár Angela Jászai Mari-díjas magyar színművésznő, érdemes és kiváló művész
- 1948 – Richard Peacock brit autóversenyző
- 1951 – Kate Nelligan (er. Patricia Colleen Nelligan) kanadai színésznő
- 1953 – Isabelle Huppert César-díjas francia színésznő
- 1953 – Richard Matthew Stallman szabad szoftver aktivista, hacker, és szoftverfejlesztő
- 1954 – Csemiczky Miklós magyar zeneszerző
- 1960 – Kaszás Attila Jászai Mari-díjas magyar színész († 2007)
- 1963 – Csonka Anikó magyar színésznő
- 1964 – Faragó András magyar színművész és szinkronszínész
- 1964 – H.P. Baxxter, a Scooter és a Celebrate the Nun együttes énekese
- 1965 – Mark Carney, kanadai politikus, az ország 24. miniszterelnöke
- 1967 – Lauren Graham amerikai színésznő
- 1974 – Bretz Gábor Liszt Ferenc-díjas magyar operaénekes, érdemes művész
- 1976 – Polyák Lilla magyar színésznő
- 1976 – Dárdai Pál válogatott magyar labdarúgó, edző
- 1976 – Rajz Attila válogatott magyar jégkorongozó, balszélső, edző; az Alba Volán SC korábbi játékosa  († 2014)
- 1977 – Thomas Rupprath német úszó
- 1981
  - Andrew Bree ír úszó
  - Magyar Péter magyar politikus, jogász, diplomata
- 1987 – Alekszandr Szmisljajev orosz síakrobata
- 1987 – Józan László magyar színész
- 1989 – Koman Vladimir labdarúgó játékos
- 1989 – Theo Walcott angol labdarúgó
- 1991 – Jéger Zsombor magyar színész
- 1994 – Kovács S. József magyar színész

## Halálozások
- 37 – Tiberius római császár (* I. e. 42)
- 455 – III. Valentinianus nyugatrómai császár (* 419)
- 1184 – IV. Balduin jeruzsálemi király (* 1161)
- 1457 – Hunyadi László magyar főúr, Hunyadi János fia (* 1433)
- 1736 – Giovanni Battista Pergolesi, olasz zeneszerző (* 1710)
- 1801 – Alexandra Pavlovna Romanovna orosz nagyhercegnő, I. Pál cár leánya, József nádor első felesége (* 1783)
- 1841 – Félix Savart francia fizikus, orvos, a Biot–Savart-törvény névadója (* 1791)
- 1889 – Ernst Wilhelm Leberecht Tempel német csillagász, litográfus (* 1821)
- 1893 – Puskás Tivadar magyar mérnök, feltaláló (* 1844)
- 1930 – Miguel Primo de Rivera spanyol katonatiszt, diktátor (* 1870)
- 1933 – Haar Alfréd magyar matematikus, a Magyar Tudományos Akadémia tagja (* 1885)
- 1935 – Aaron Nimzowitsch lett származású dán sakk-nagymester (* 1886)
- 1935 – John James Rickard Macleod Nobel-díjas skót fiziológus, az inzulin felfedezője (* 1876)
- 1940 – Selma Lagerlöf Nobel-díjas svéd írónő (* 1858)
- 1988 – Kónya Albert fizikus, az MTA tagja, 1956–1957-ben Magyarország oktatásügyi, illetve művelődésügyi minisztere (* 1917)
- 2014 – Szőnyi Zsuzsa újságíró (* 1924)
- 2016 – Andai Györgyi Jászai Mari-díjas magyar színésznő (* 1947)
- 2021 – Gyulai Líviusz Kossuth-díjas magyar grafikusművész, a nemzet művésze (* 1937)
- 2021 – Papp Imre (Mityó) magyar billentyűs, énekes, dalszerző, a Gemini együttes egykori tagja  (* 1951)
- 2021 – Tassi Géza építőmérnök, egyetemi tanár (* 1925)

## Nemzeti ünnepek, emléknapok, világnapok
- A magyar zászló és címer napja.[1] 2015-től